# Typhlodromus klimenkoi
Typhlodromus klimenkoi är en spindeldjursart som beskrevs av Kolodochka 1980. Typhlodromus klimenkoi ingår i släktet Typhlodromus och familjen Phytoseiidae. Inga underarter finns listade i Catalogue of Life.